# Bettysbaai
Bettysbaai es una pequeña ciudad de vacaciones situada en la costa del distrito del Overberg, en el Cabo Occidental, en Sudáfrica. Se encuentra a 96 km de Ciudad del Cabo, en las faldas de las montañas escarpadas de Kogelberg. Se encuentra ubicada en la ruta escénica del paseo marítimo de la R44 entre Pringlebaai y Kleinmond. El pueblo se extiende por más de 13 km a lo largo de la costa. El turismo desempeña un papel importante en la economía de la ciudad debido a su popularidad entre los turistas de todo el Cabo Occidental y Ciudad del Cabo, en particular.
Durante la colonia, la bahía de Betty era considerada el lugar predilecto de los esclavos fugitivos. En 1912, el pueblo se convirtió formalmente en una estación ballenera hasta la década de 1930. Restos de la estación ballenera aún se pueden ver en Stony Point.
Bettysbaai toma su nombre de Betty Youlden, hija del primer desarrollador de la zona, don Arthur Youlden. En la ciudad podemos encontrar el reconocido Jardín Botánico Nacional de Harold Porter, y también es reconocida por su colonia de pingüinos africanos.